# Jönköpings medeltida borg
Jönköpings medeltida borg, eller Jönköpings hus, var en borg i Jönköping under medeltiden.
Borgen var en försvarsanläggning, som kompletterade den på 1200- eller tidiga 1300-talet anlagda Rumlaborg för försvar mot anfall söderifrån. Rumlaborg låg omkring sex kilometer österut vid Huskvarnaåns mynning i Vättern. En äldre borg i trakten, kungaresidenset Näs slott från 1100-talet, fanns också på södra ändan av Visingsö.
Kunskapen om det medeltida Jönköpings hus är begränsad. Det finns omnämnt i skrift första gången 1278, några år innan Magnus Ladulås utfärdade Jönköpings privilegiebrev 1284.
Borgen låg på västra sidan av den korta å, som förband Munksjön med Vättern, omedelbart öster om den dåvarande stadsbebyggelsen i Jönköping, som före 1600-talet fanns på nuvarande Väster.
Platsen motsvarar det nordöstra hörnet av den nuvarande Rådhusparken. Den södra av stadens två broar över ån (nuvarande Hamnkanalen), ledde från sandreveln Sanden till borgen.
På en plats strax sydväst om Jönköpings hus uppfördes under slutet av 1200-talet också Jönköpings kloster. Detta ombyggdes efter reformationen – från 1544 och in på 1600-talet – till modernare befästningen Jönköpings slott. Där den medeltida borgen låg, byggdes då ett tyghus på en förgård mellan Bastionen Christina och det nya slottets norra yttervall.